# فرنسيس أفليك
فرنسيس أفليك (بالإنجليزية: Francis Affleck) هو مهندس أمريكي، ولد في 4 مارس 1950 في سان لامبرت في كندا، وتوفي في 7 فبراير 1985 في حلبة دايتونا انترناشونال سبيدواي ‏ في الولايات المتحدة.

## وصلات خارجية
- فرنسيس أفليك على موقع Racing-Reference.info (الإنجليزية)